# Дольйола
Дольйола (італ. Dogliola) — муніципалітет в Італії, у регіоні Абруццо, провінція К'єті.
Дольйола розташована на відстані близько 180 км на схід від Рима, 115 км на південний схід від Л'Аквіли, 60 км на південний схід від К'єті.
Населення — 367 осіб (2014).
Щорічний фестиваль відбувається 20 червня. Покровитель — святий Рох.

## Демографія
Населення за роками:

Станом на 1 січня 2023 року в муніципалітеті офіційно проживало 13 іноземців з 4 країн, серед них 8 громадян країн Євросоюзу та 4 громадяни України.

## Сусідні муніципалітети
- Фрезаграндінарія
- Мафальда
- Пальмолі
- Туфілло